# Egyed Brigitta
Egyed Brigitta (Veszprém, 1981. június 15. –) magyar színésznő.
A budapesti Théba Művészeti Akadémián tanulta a színészetet, Jancsó Sarolta volt az osztályfőnöke. Előtte művelődésszervezőnek tanult. 2002-ben végzett színészként. Színész I. minősítéssel a veszprémi Pannon Várszínházban kezdte profi színészi pályafutását. Többek között A szomorú vasárnap, a Jó estét nyár, jó estét szerelem, a Miénk ez a cirkusz, a Boldog idő és a Bűn és bűnhődés című előadásokban voltak fontosabb alakításai.
2016-ban a Kis Hajni rendezésében készült és a diák Oscar-díjra jelölt Szép kis alak című rövidfilm (fő-) szereplője volt. Az olaszországi Figari Film Festen megnyerte a legjobb színésznő díját.

## Pannon Várszínház
- Ének az esőben (2010/2011) – Cosmo Brown
- Két úr szolgája (2010/2011) – Truffaldino
- A miniszter félrelép (2008/2009) – George Pidgen
- Hotel Menthol (2007/2008) – Mike
- A dzsungel könyve (2006/2007) – Csil
- Mario és a varázsló (2006/2007) – Cipolla
- Valahol Európában (2004/2005, 2012/2013) – Szeplős
- Szomorú vasárnap (2003/2004) – Clown

## Film
- „Szép alak”: 2016-ban Diák Oscar-díjra jelölt film. Az Olaszországban megrendezésre került Figari Film Festen a Legjobb színésznő. R.: Kis Hajni
- Mundruczó Kornél: Jupiter holdja
- Spáh Dávid: Plattensee
- Robert Lantos: Hunyadi

## Rendező
- Kötélen a Niagara felett (2013/2014)
- Csivir-csavar, avagy Taram titkos kertje (2013/2014)
- Csudabogarak (2012/2013)
- Mesebolt (2010/2011)
- Játsszunk most együtt (2009/2010)
- Ágacska (2008/2009)